# Michel Couvelard
Michel Couvelard est un réalisateur français né le 20 juin 1963 à Boulogne-sur-Mer.

## Biographie
Michel Couvelard a travaillé pour le théâtre au Centre national dramatique de Montpellier, de 1981 à 1984, avant de suivre une formation en audiovisuel et de s'orienter vers le cinéma comme assistant réalisateur.
Il signe un court métrage en 1995 ; il réalise ensuite Inséparables, un premier long métrage sorti en 1999 et interprété par son épouse Catherine Frot.

## Filmographie
- 1995 : Une femme dans l'ennui (court métrage)
- 1999 : Inséparables

## Publications
- Une vie de château, avec Jean-Louis Bauer, Fayard, 2008